# サッカーアルジェリア民族解放戦線代表
サッカーアルジェリア民族解放戦線代表（サッカーアルジェリアみんぞくかいほうせんせんだいひょう、英語: FLN football team、アラビア語:   فريق جبهة التحرير الوطني لكرة القدم, 、フランス語: Équipe du FLN de football）は、かつて存在したアルジェリアのナショナルチームである。代表チーム自体は宗主国だったフランスに置かれた。
1954年10月10日にフランスからの独立を勝ち取るために、アルジェリア民族解放戦線が創設されると、1958年4月1日にフランスでプレーする選手が中心となって、その代表チームが結成された。当時すでに、サッカーはフランス領アルジェリア国内でも盛んだったが、優秀な選手はフランス本土でプレーしていた。このチームの目的は、サッカーを通してアルジェリアの存在を世界にアピールし、独立の機運を高めることにあった。そのため、フランスサッカー連盟は代表に対して圧力をかけ、FIFAに加盟させなかった。そのかわりに、代表は8回にわたって世界遠征をすることを許され、アフリカ（主にチュニジア、モロッコ等の北アフリカ諸国のナショナルチームとの試合）、アジア（イラク、中国の地域選抜・イラク陸軍、サッカー北ベトナム代表との試合）、ヨーロッパ（ハンガリーやユーゴスラビア等の東欧諸国のナショナルチームとの試合）を巡った。これらの試合では、チュニジア代表やモロッコ代表に8-0で勝つなど、ナショナルチームに不敗（ただし、中国遠征で北京選抜に2-4、天津選抜に1-5で敗れたことがある）という好成績を残した。
1962年7月5日にアルジェリアが独立すると、アルジェリア本土にアルジェリアサッカー連盟(FAF)が設立された。このため、アルジェリア民族解放戦線代表の存在意義が無くなり、翌1963年に、既にアルジェリア本土にあったサッカーアルジェリア代表に吸収されるかたちで消滅した。最後の試合は、1962年5月のハンガリー戦（ブダペスト）で2-2の引き分けだった。